# Colima (Stadt)
Colima ist eine Stadt in Westmexiko, nahe der Pazifikküste am Fuß des Vulkans Nevado de Colima (4330 m) mit 137.383 Einwohnern (2005). Sie ist Hauptstadt des gleichnamigen Bundesstaates. In Mexiko ist sie im Volksmund auch als La Ciudad de las Palmeras, also als die Stadt der Palmen bekannt. Sie ist insbesondere als Ausgangspunkt für Tagesausflüge bei Touristen beliebt.

## Geographie

### Lage
Colima liegt im gleichnamigen Bundesstaat am Fuße des Vulkans Fuego de Colima. Das Gemeindegebiet grenzt im Norden an Cuauhtémoc, im Süden an Ixtlahuacán, im Nordosten an den Bundesstaat Jalisco, im Osten an den Bundesstaat Michoacán, im Südosten an Tecomán, im Westen an Coquimatlán und im Nordwesten an Villa de Álvarez.

### Stadtgliederung
Die Stadt Colima ist mit der Stadt Villa de Álvarez zusammengewachsen. Das gesamte Stadtgebiet wird von drei Avenidas in Form von konzentrischen Ringen markiert. Im innersten Ring befindet sich das Zentrum Colimas. Im Nordwesten davon, zwischen dem ersten und dem zweiten Ring, befindet sich das Stadtzentrum von Villa de Álvarez. Das Municipio Colima selbst besteht aus 126 Ortsteilen in 105 geschlossenen Ortschaften.

### Klima
Die jährliche Durchschnittstemperatur beträgt 25 °C, und die jährlichen Niederschlagswerte schwanken durchschnittlich zwischen 63,7 und 94,9 Millimetern. Vor allem die Zeit von Juli bis September ist niederschlagsreich.

## Geschichte

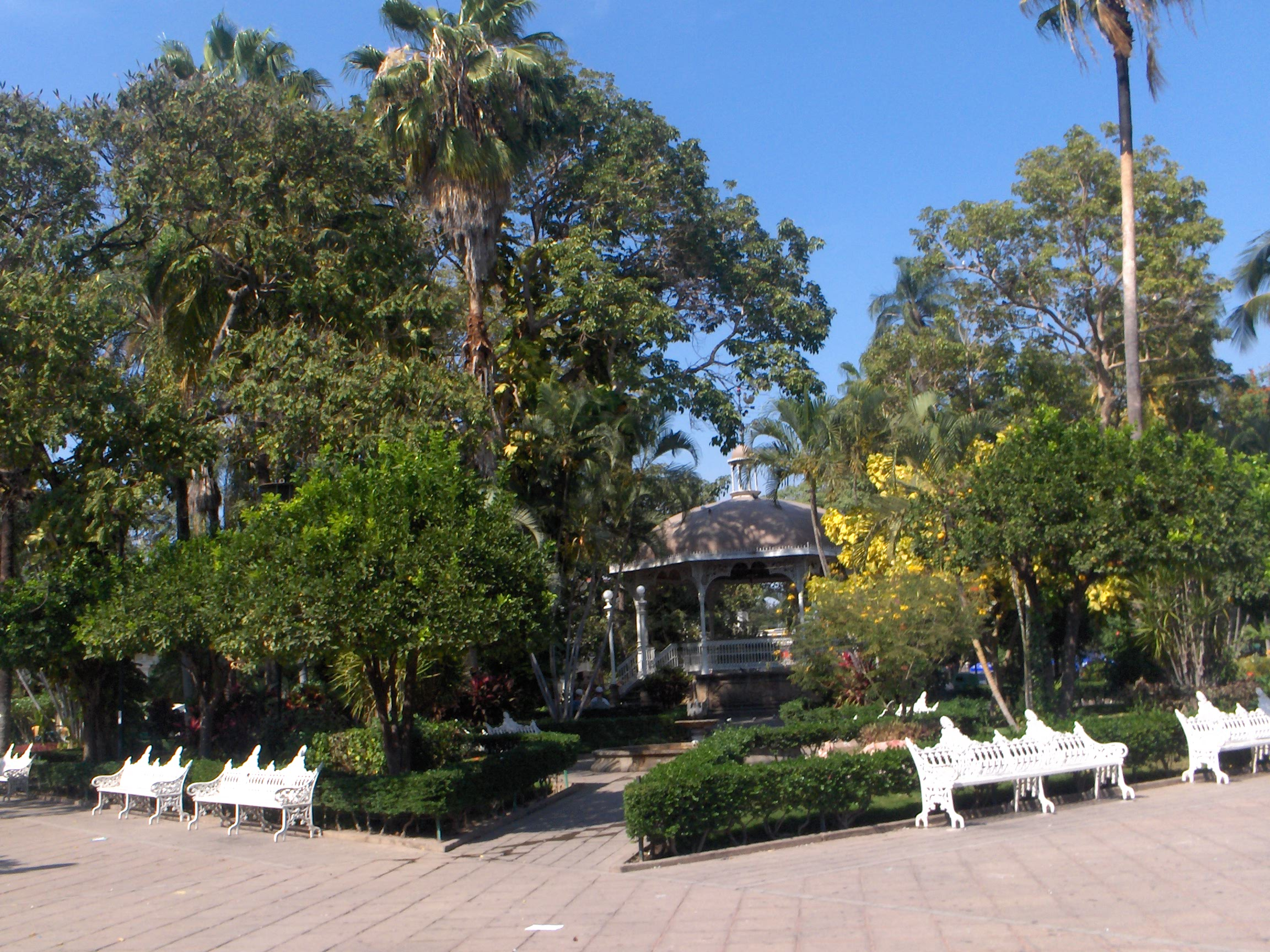
Der Jardín Libertad

Die Geschichte Colimas beginnt mit der Kolonisierung, wenngleich der Name Colima vom Wort der Nahuatl „Colliman“ abstammt, das so viel wie „Ort unserer Vorfahren“ bzw. „Ort des Feuergottes“ bedeutet. Am 25. Juli 1523 wurde die Villa de Colima an der Stelle von Caxitlán von Gonzalo de Sandoval im Auftrag von Hernán Cortés gegründet und wurde damit zur zweiten Stadtverwaltung in Neu-Spanien. Damit begann die koloniale Ära in der Region. Nur vier Jahre später wurde die Stadt am 20. Januar 1527 an die heutige Stelle umgesiedelt, da der ursprüngliche Standort ungeeignet war.
Von 1551 bis 1554 besuchte Lorenzo Lebrón de Quiñones rund 200 Orte der Provinz, um die Vielzahl der kolonialen Ungerechtigkeiten gegen die indigene Bevölkerung in den Griff zu bekommen. Er siedelte daher unter anderem in Colima rund 200 indigene Familien aus Chiapa und anderen Orten an, die auf diese Weise die Gemeinde Almoloyan gründeten.
1572 findet sich eine der frühesten Referenzen auf die Feria de Colima, einem Jahrmarkt, der noch heute jedes Jahr zu Allerheiligen stattfindet und zu den größten und schönsten Mexikos zählt.
Insbesondere die Entwicklung der Kirchen in Colima geht auf wichtige Impulse eines mexikanischen Volkshelden zurück: Miguel Hidalgo y Costilla, der berühmte Urheber des sogenannten „Grito de Dolores“, der noch heute in ganz Mexiko am Nationalfeiertag ausgerufen wird. Miguel Hidalgo verbrachte 1792 mehrere Monate in Colima, um das Gemeindewesen deutlich zu verbessern und verdiente sich nicht zuletzt dadurch die Anerkennung des Klerus dieser Zeit. Dies ist auch der Grund, warum Colima eine der ersten Städte war, in denen 1810 Aufständische ankamen, um den Geist des neuen Mexikos in das Volk zu tragen. Das Theater Hidalgo, das 1871 an der Stelle des damaligen Wohnsitzes Miguel Hidalgos errichtet wurde, trägt noch heute den Namen jenes berühmten Einwohners Colimas.
Colima war bis 1821 Teil der Verwaltung von Guadalajara und wurde 1824 mit der Verfassung endgültig als von Jalisco unabhängig anerkannt. Noch im selben Jahr erhielt Colima die Stadtrechte. Doch erst die Konstitution von 1857 erkennt Colima als Hauptstadt eines eigenständigen Staates innerhalb der Vereinigten Staaten von Mexiko an. Der erste Präsident Colimas war der General Manuel Álvarez. Seitdem wächst Colima stetig und ist nach wie vor einer der wohlhabendsten Staaten Mexikos. Mit der Erschließung moderner Verkehrswege wie Eisenbahn (1889) und Flughafen (1912) sowie der Eröffnung der Universität (1940) wurden weitere wirtschaftliche Wachstumsimpulse gesetzt. Trotzdem hat sich Colima eine ursprüngliche Lebensart erhalten, die sich in den Bräuchen und Traditionen widerspiegeln. Colima ist eine moderne Stadt mit Tradition. Allerdings liegt sie auch in einem der erdbebengefährdetsten Gebiete der Erde. So bebte am 22. Januar 2003 die Erde in der Region um Colima. Das Erdbeben, mit einer Stärke von 7,6 auf der Richterskala, zerstörte rund 2000 Häuser und beschädigte etwa 6600. 29 Menschen fielen dem Beben zum Opfer und 10.000 wurden obdachlos. Es war das schwerste Erdbeben nach dem großen Beben von Mexiko-Stadt im Jahre 1985.

## Politik

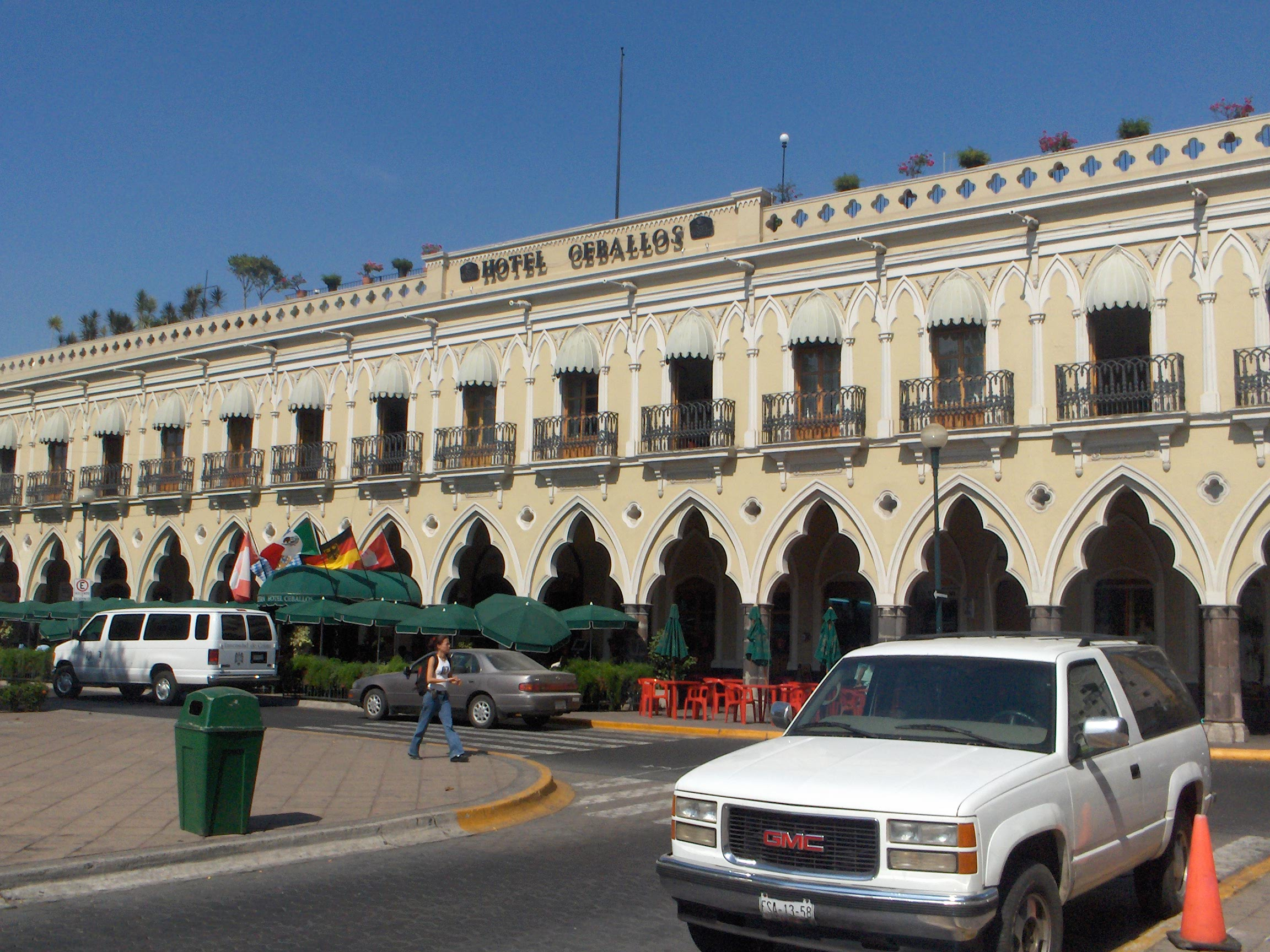
Portal im Zentrum Colimas

Colima ist Hauptstadt des gleichnamigen Bundesstaates. Bei den Wahlen 2006 gewann der PRI mit Mario Anguiano als Bürgermeister-Kandidaten und löste damit im Oktober 2006 seinen Vorgänger Leoncio Alfonso Morán Sánchez (PAN) im Rathaus ab.

### Ballungsraum Colima / Villa de Álvarez
Colima und Villa de Álvarez formen de facto eine gemeinsame Stadt, die allerdings zwei unterschiedliche politische Stadtverwaltungen hat. In Vergangenheit und Gegenwart hatten diese beiden Städte verschiedene Regierungsparteien, was zum einen zu einer unzureichenden Zusammenarbeit bei gemeinsamen Problemen (z. B. Kriminalität) geführt hat, und damit zum anderen eine Konkurrenzsituation zwischen beiden Städten erzeugt hat.

## Wirtschaft und Infrastruktur
Die Wirtschaft Colimas erstreckt sich vor allem auf die Verarbeitung landwirtschaftlicher Produkte. Daneben finden sich in Colima durch die Rolle als Landeshauptstadt die Hauptsitze wichtiger regionaler Unternehmen und Geschäftsstellen nationaler Unternehmen.

### Ansässige Unternehmen
- ABSA Colima: Entwicklung von Industrieanlagen und Automatisierung
- Camiones Dina de Colima S.A. de C.V.: überregionales Reiseunternehmen
- Coca Cola: Erfrischungsgetränke
- Inmuebles Colima: Immobilienhandel
- Sercom de Colima S.A. de C.V.: Computerhardware und -softwarelösungen

### Verkehr

#### Fernverkehr
Der Flughafen Colima (Internationales Flughafenkürzel: CLQ) bietet Reisenden mehrmals täglich eine Verbindung nach Mexiko-Stadt an. Als weitere wichtige Verbindung für den Warenverkehr gelten die Eisenbahnlinie und die Autobahn zwischen Manzanillo und Guadalajara. Für Reisende stehen vom Busbahnhof zudem täglich nationale Verbindungen zu Zielen in ganz Mexiko zur Verfügung.

#### Nahverkehr
Taxis sind in Colima verhältnismäßig günstig. Tagsüber sollte der Preis je nach Fahrziel innerhalb der Stadtgrenzen 30 $, nachts 40 $ nicht überschreiten.
Eine weitere sehr kostengünstige Methode der Fortbewegung ist das flächendeckende Bussystem in Colima. Es gibt keine fest geregelten Buspläne oder Haltestellen (mit Ausnahme an den großen Avenidas und im Zentrum), man steigt an den Ecken aus bzw. zu. Alle Buslinien sind ausnahmslos kreisförmig, d. h., es gibt keine Gegenrichtung derselben Linie.
Der kleine Busbahnhof Central de los Rojos liegt nahe dem Zentrum und bietet Fahrten ins nähere Umland an. Er wird zudem von den meisten städtischen Linien angefahren. Rojos ist daher ein wichtiger Knotenpunkt für das Umsteigen innerhalb der Stadt und für die Ausflüge ins Umland (bis Manzanillo).

### Medien

#### Wichtige Tageszeitungen
- El Noticiero
- Diario de Colima
- Ecos de la Costa
- Periodico El Sur
- Milenio Colima

### Bildung
Vor allem durch die öffentliche Universität von Colima hat die Stadt in den letzten Jahren überregionale Bedeutung bekommen. In der Stadt Colima ist der größte Campus der Universität Colima. Hier werden Telematik, Krankenpflege, Medizin, Sozialarbeit, Psychologie, Erziehungswissenschaften, Marktforschung, Philologie, Bildende Künste, Jura und Naturwissenschaften angeboten, sowie die integrierten Studiengänge Betriebswirtschaftslehre / Verwaltungswissenschaften und Politikwissenschaft / Sozialwissenschaften angeboten.

## Tourismus

### Sehenswürdigkeiten

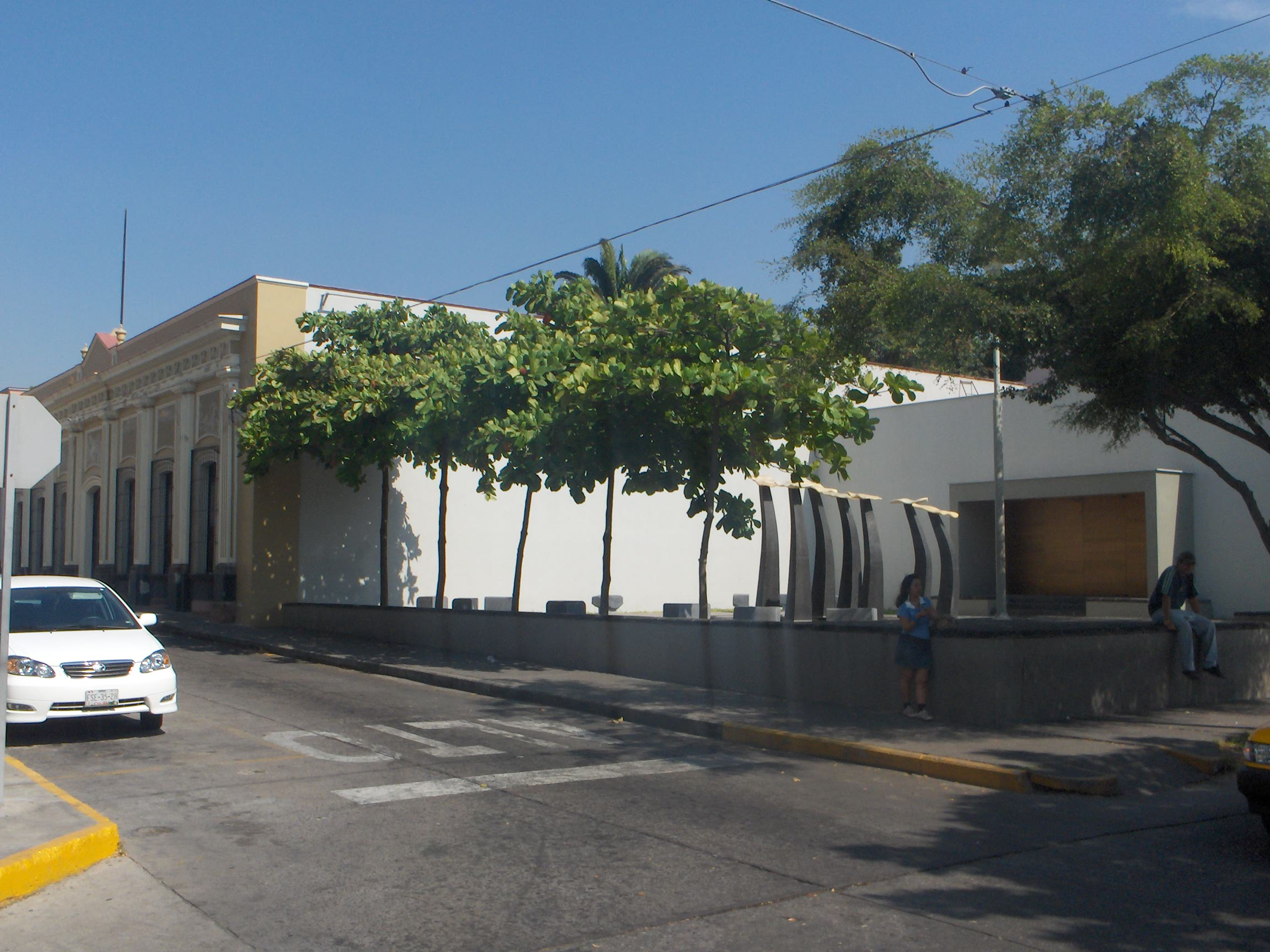
Die Pinakothek von Colima: links die historische Fassade, rechts der Neubau

#### Pinakothek „Alfonso Michel“
Die Architektur der Pinakothek sagt viel über Colima: Durch die häufigen Erdbeben mussten eingestürzte Gebäudeteile immer wieder neu errichtet werden. Dabei sollten sie sich harmonisch in das noch Bestehende einfügen.
Gleichermaßen interessant sind daher nicht nur die wechselnden Ausstellungen und die permanenten Exponate wie Gemälde und Plastiken regionaler und internationaler Künstler, sondern auch die Architektur, die kolonialen Stil mit modernen Elementen verbindet.
Zu sehen gibt es die Werke von Rafael Coronel, Emilio Rosenblueth, Alfonso Michel und Leopoldo Praxedis Morales.

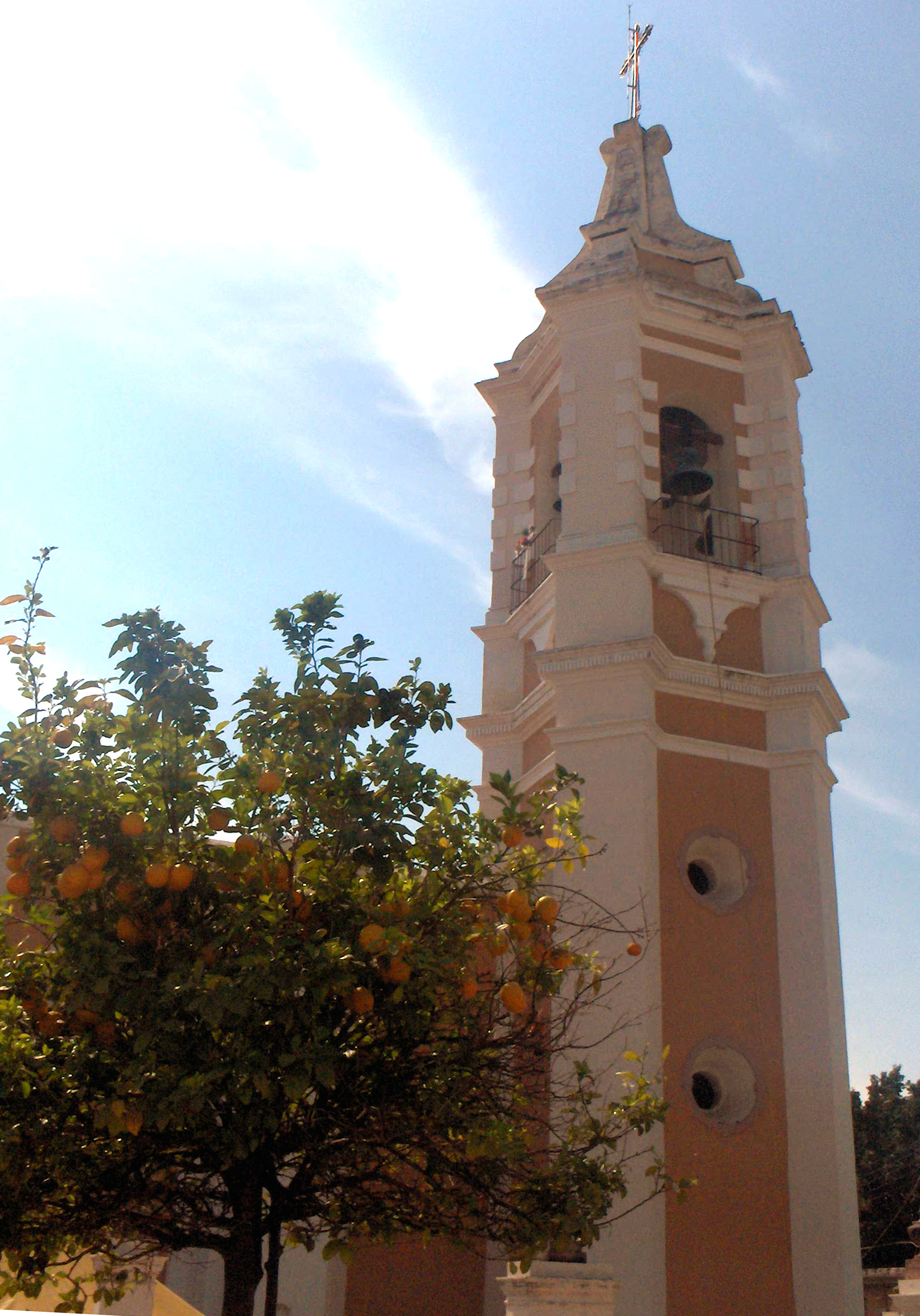
El Beaterio

#### Kirche el Beaterio
In dieser Kirche, eigentlich „San Felipe de Jesús“, trafen sich im 17. Jahrhundert Frauen aus Colima, die unter einem religiösen Gelübde karitative Ziele verfolgten, ohne allerdings Nonnen zu sein. El Beaterio ist ein gutes Beispiel für die barocke Architektur des 18. Jahrhunderts mit polygonem Turm. Die Dekoration im Inneren ist nicht mehr im ursprünglichen Zustand, sondern wurde durch die Dekoration aus einem Gehöft in Oaxaca ersetzt.

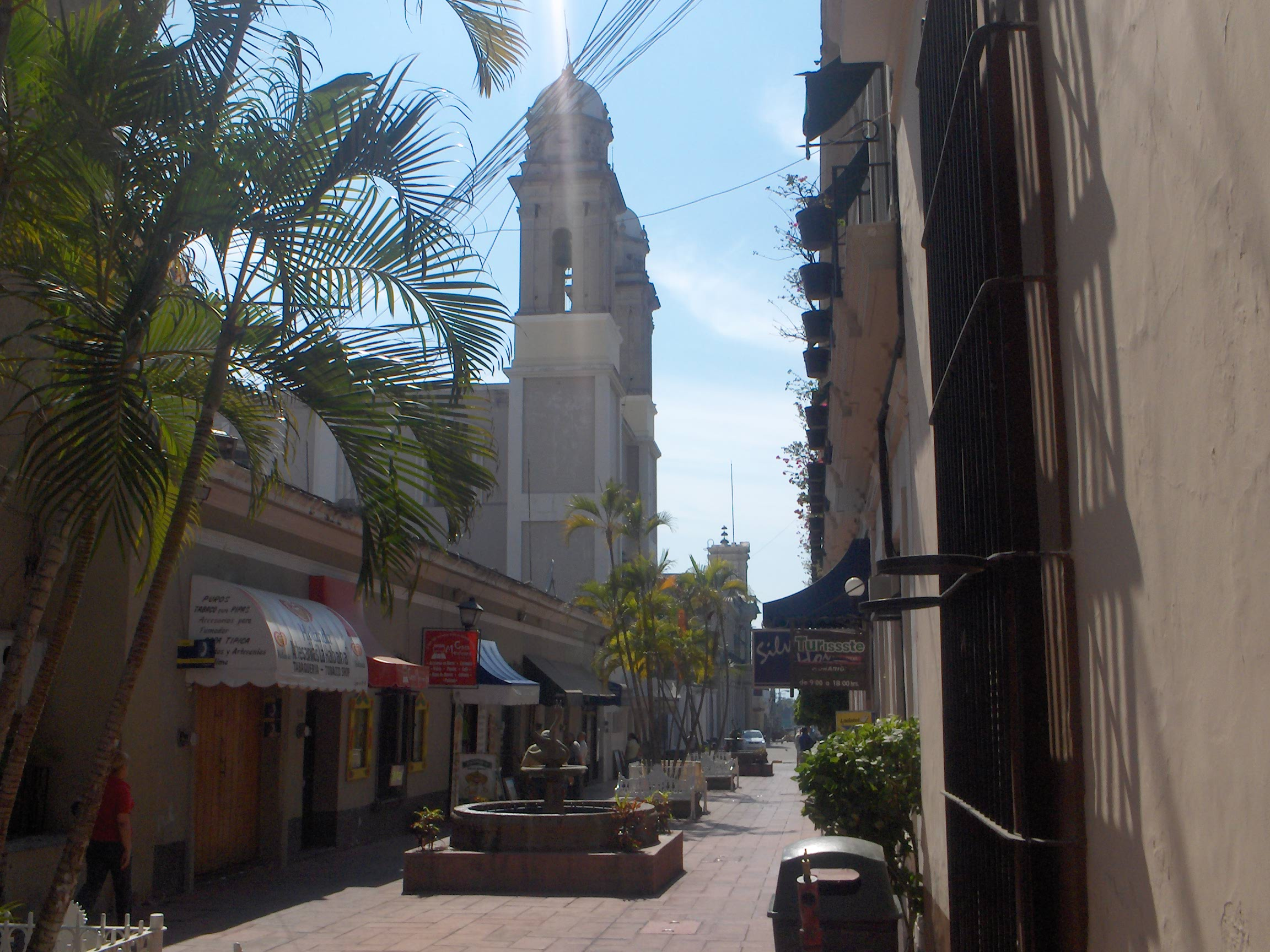
Der Andador Constitución; im Hintergrund die Kathedrale und der Präsidentenpalast

#### Andador Constitución
Der Andador Constitución ist eine Passage im Zentrum Colimas. Hier findet man einheimische Künstler, die sogenannten „Tlacuilos“, und verschiedene Boutiquen und Geschäfte. Er ist außerdem ein beliebter Treffpunkt für einheimische Schachfreunde.

#### Die Kirche San Francisco, Almoloyan

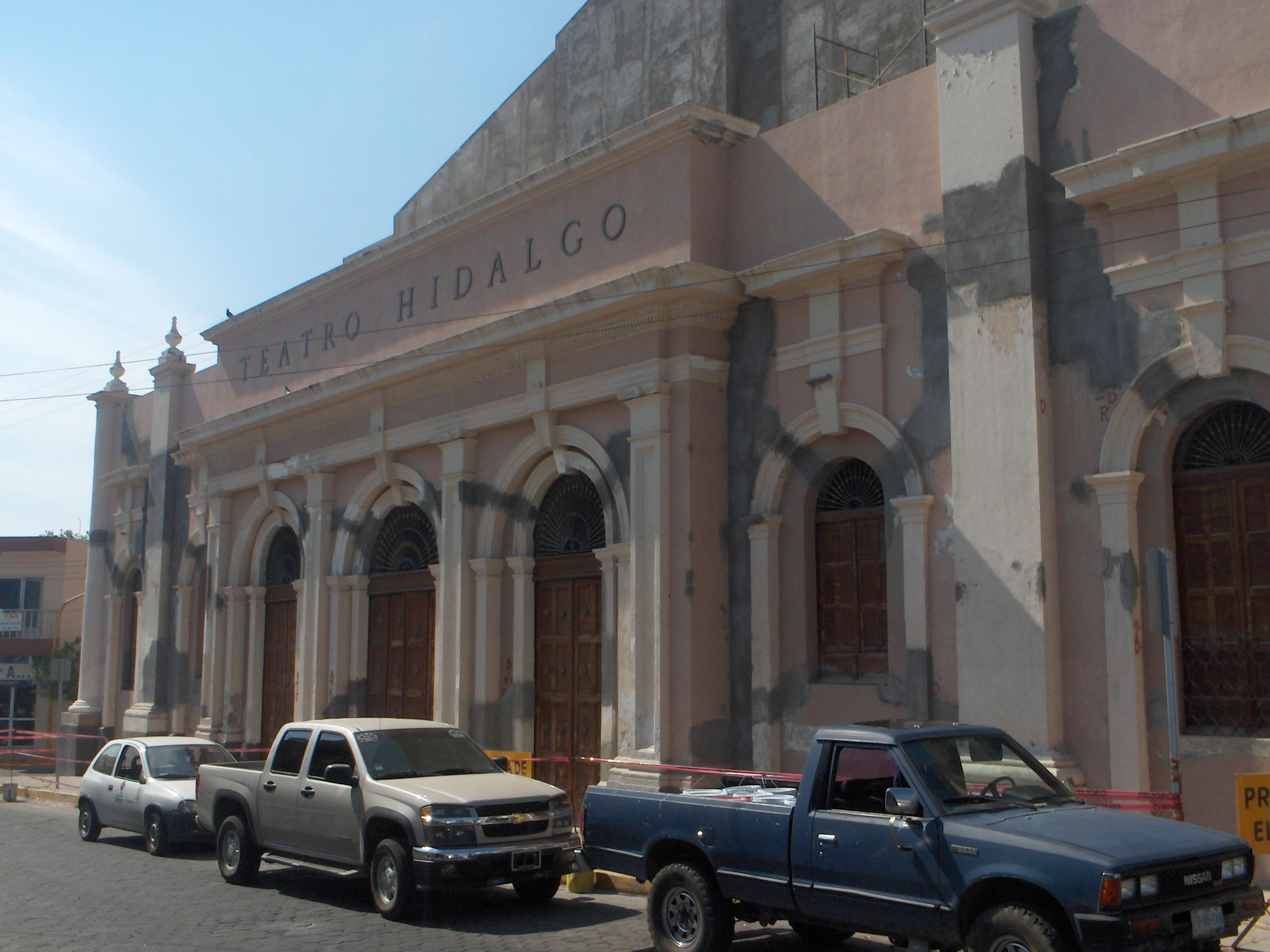
Theater Hidalgo während Sanierungsarbeiten

1556 siedelten sich, mit der Erlaubnis von Lebrón de Quiñonez, in Colima rund 200 indigene Familien aus Chiapa und anderen Orten an. So entstand die Siedlung von Almoloyan. Zentrum dieser Siedlung war das Franziskanerkloster, das von den Klosterbrüdern Honorato und Jerónimo de la Cruz gegründet wurde. Die häufigen Erdbeben ließen das ursprüngliche Gebäude seit 1818 nach und nach in sich zusammengefallen. Übriggeblieben sind lediglich ein Torbogen und zwei Mauern. Bei genauerer Betrachtung sieht man, dass die Steine aus einem anderen Gebäude stammen müssen – das Alter und die indigene Ausprägung weisen auf einen prähispanischen Ursprung hin.

#### Theater Hidalgo
Das 1871 errichtete Theater Hidalgo (auf dem Grundstück, wo 1792 Don Miguel Hidalgo y Costilla, der Vater des unabhängigen Mexikos wohnte) bot bis zu 650 Zuschauern über sechs Jahrzehnte lang Platz. Der Innenraum des Theaters ist vor allem wegen der Malereien von Frank Renoult sehenswert.

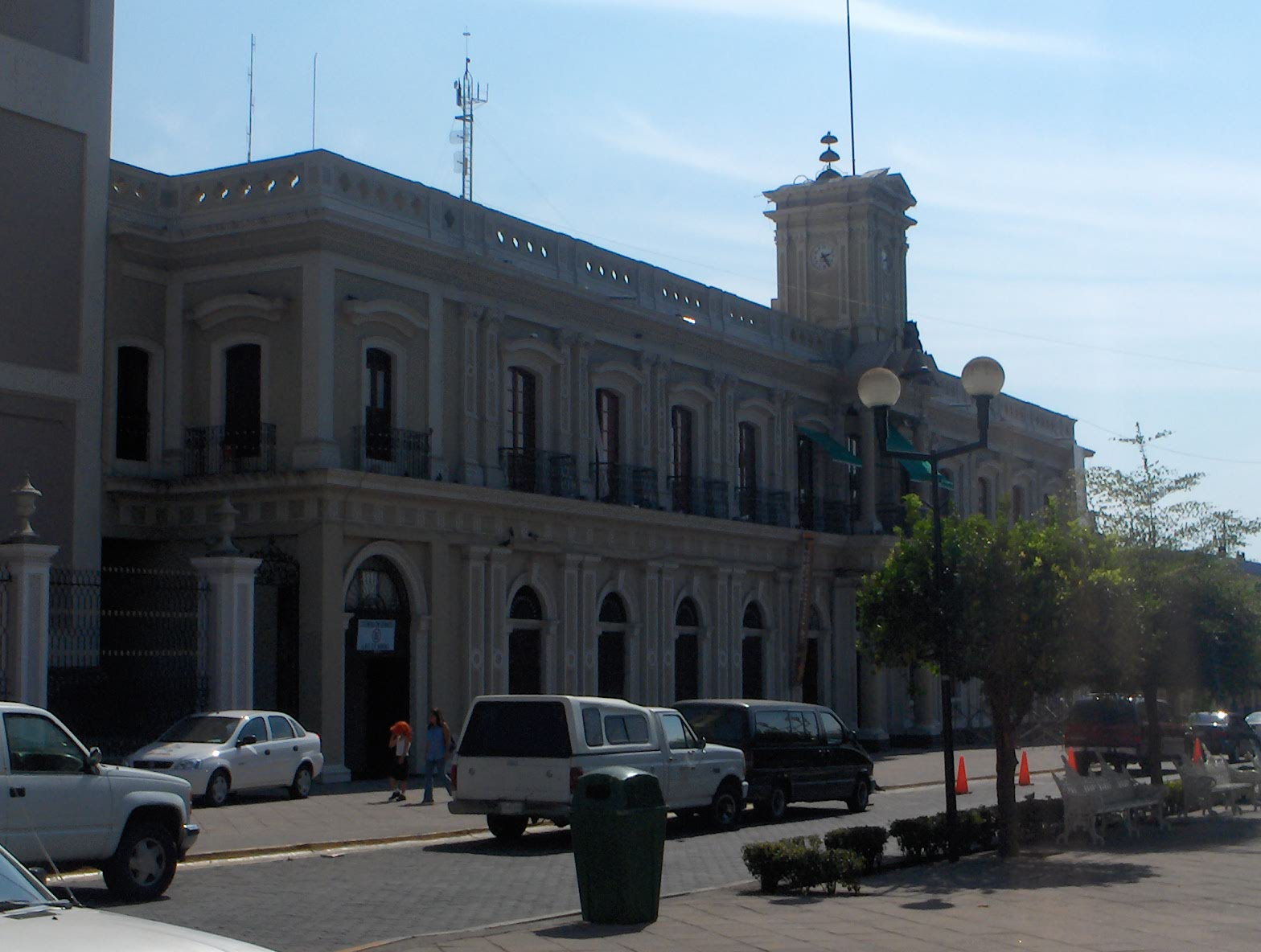
Der Präsidentenpalast in Colima

#### Präsidentenpalast
Unter General Doroteo Lopez wurde im 19. Jahrhundert das Gefängnis Colimas abgerissen und an dessen Stelle der Präsidentenpalast errichtet. Der Architekt des neoklassizistischen Gebäudes ist Don Lucio Uribe, der auch das Theater Hidalgo und die Kathedrale von Colima baute. Besonders erwähnenswert ist die Turmuhr, die 1841 in Deutschland gefertigt wurde, sowie die berühmten Malereien von Jorge Chávez Carrillo mit historischen Motiven im Inneren des Palastes.

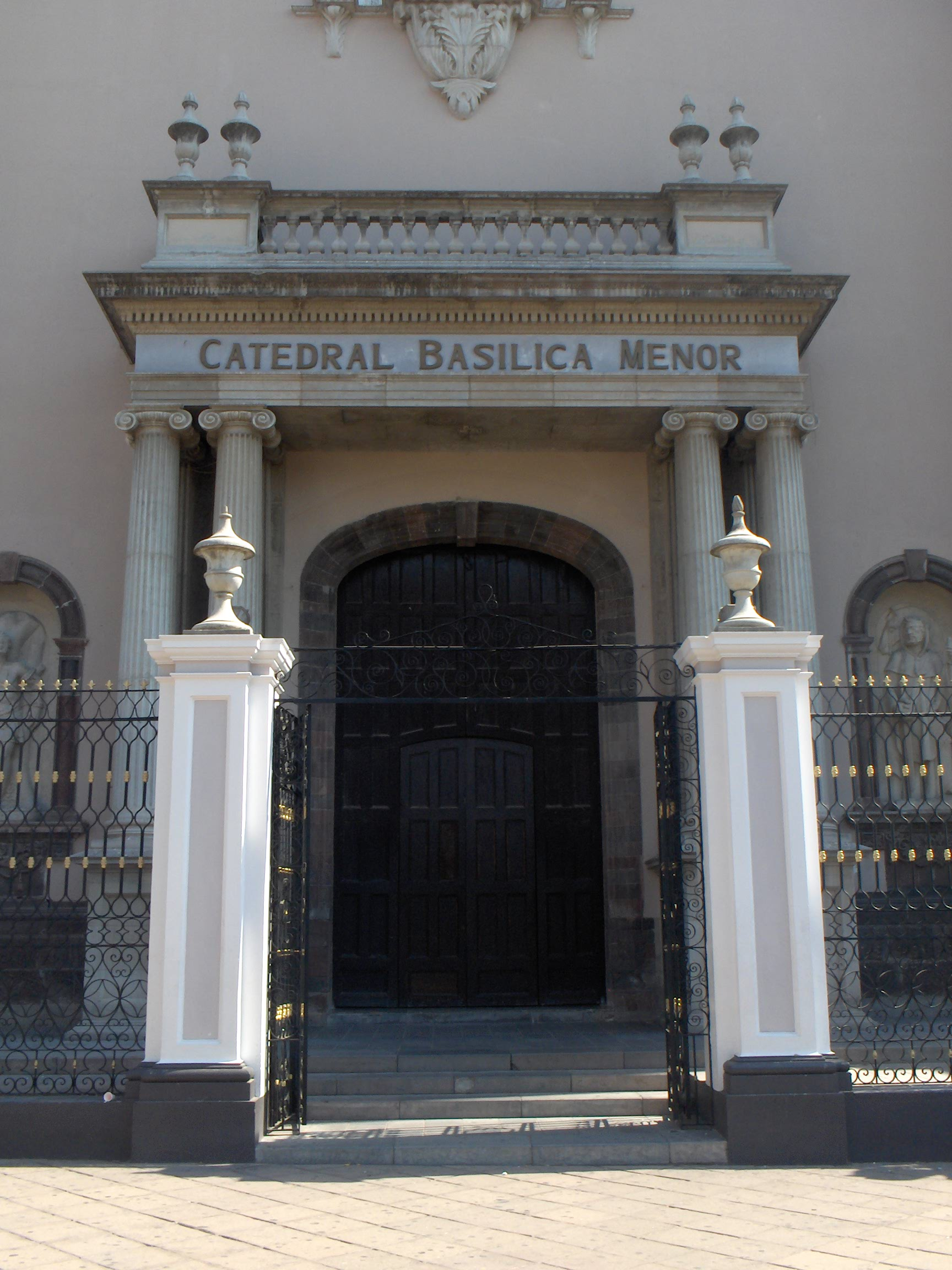
Kathedrale von Colima

#### Kathedrale von Colima
Nach dokumentierten Quellen steht seit 1525 an dieser Stelle eine Kirche. Anfangs aus Holz, wurde sie 1894 von Don Lucio Uribe im klassizistischen Stil neu errichtet. Im Inneren der Kathedrale von Colima finden sich mehrere Malereien und eine Skulptur von San Felipe de Jesús, dem Stadtpatron seit 1668. Am 12. Oktober 1998 wurde die Kathedrale von Papst Johannes Paul II. zur Basilica minor erklärt. Es ist die erste Kirche in ganz Lateinamerika, die der Jungfrau von Guadalupe geweiht ist. Aus diesem Grund sind die Feierlichkeiten am Namenstag der Jungfrau (12. Dezember) in Colima besonders prunkvoll.

#### Templo de la Merced
Mitte des 19. Jahrhunderts verfiel das Kloster Mercedario zusehends. Daher beschloss der zuständige Priester José Ramon Arzac 1871, die Kirche ein paar Blocks weiter neu zu errichten. Die Kirche ist eines der wenigen Gebäude aus Stein und die Legende erzählt, dass die Gläubigen die Steine einzeln aus dem nahen Flussbett gebracht haben. Dies ist vermutlich auch der Grund, warum der Bau nach über 60 Jahren noch nicht beendet war und daher einem Erdbeben zum Opfer fiel. Obwohl man direkt mit dem Wiederaufbau begann, zerstörte ein weiteres Erdbeben 10 Jahre später erneut Teile des Gebäudes. Ab diesem Zeitpunkt beschloss man, den ursprünglichen Bau mit konventionellen Baumethoden fortzusetzen. Auch hier findet man also wieder die Mischung von Moderne und Tradition, die sinnbildlich für Colima steht.

#### Piedra Lisa
Die Legende des Piedra Lisa besagt, dass jeder, der diesen Stein als Rutsche benutzt, in Colima bleiben wird. Rund um den Stein ist eine große Freizeitanlage.

#### Ausgrabung
Mai 2013 wird bekanntgegeben, dass in Colima eine etwa 2000 Jahre alte Grabstätte mit 28 Gebeinen von Kindern und Erwachsenen plus Grabbeigaben gefunden wurde.

#### Weitere touristische Attraktionen
- Feria de Colima

### Umgebung
Rancho de Villa
In der unmittelbaren Umgebung von Colima ist Rancho de Villa, ein kleiner Vorort von Colima. Hier befindet sich eine beliebte Wallfahrtskirche. Jeden Dienstag findet der Wochenmarkt mit ortstypischen Spezialitäten statt.
Comala
Comala, zum „Pueblo Mágico“ (magisches Dorf) ernannt, und bekannt für seinen Kaffee und die Backkunst.
Ökotourismus
Der Vulkan kann schon von weitem gesehen werden. Ortskundige Führer bieten Touren zur Erkundungen des Vulkans. Im Nationalpark ist es möglich, in Zelten zu übernachten.
Rund um den Vulkan befinden sich mehrere kleine, zum Teil thermische Seen.
In der „Reserva Ejidal de Terrero“ können mehr als 300 tropische Vogelarten beobachtet werden.
In Armería wurde 1993 das Ökologische Zentrum für Schildkröten gegründet.
Das „Campo Cuantro“ am Cero Grande ist eine Fundstätte maritimer Fossilien.
In Ixtlahuacán existiert die Tropfsteinhöhle „Gruta San Gabriel“
Sport und Aktivität
Der „Nevado de Colima“ bietet verschiedene Möglichkeiten zum Bergsteigen, zum Trekking, zum Mountainbiking und Downhill, zum Klettern und Wanderungen.
Die besondere Thermik erlaubt Paragliding. Auch Mexikos bester Paraglider Santiago Baeza trainiert hier.

## Kultur

### Regelmäßige Veranstaltungen
- 2. Februar: Volksfest zu Ehren der Virgen de la Salud
- 5. Februar: Festlichkeiten zu Ehren San Felipe de Jesús
- 19. März: Feierlichkeiten für San José
- 24. Mai: Festlichkeiten zu Ehren der Jungfrau María Auxiliadora
- 4. Juli: Fest für die Señora del Refugio
- 24. September: Fest für Nuestra Señora de la Merced
- 29. September: (in Tepames) Fest für San Miguel
- 4. Oktober: Día de la Empanada
- 1. November: Feria de Colima
- 3. bis 12. Dezember: Fest zu Ehren der Jungfrau Guadalupe
- 29. Dezember bis 6. Januar: die Festlichkeiten in Rancho de Villa

### Einkaufen
Für Einkäufe bietet zum einen das Zentrum zahlreiche Möglichkeiten, zum anderen sind die Plaza San Fernando nördlich des Zentrums am innersten Ring, bzw. die Ladenmeile nördlich des Zentrums rund um die Plaza Country am zweiten Ring beliebte Ziele.

## Persönlichkeiten
- Alfonso Michel Martínez (1897–1957), Maler
- Jesús Robles Martínez (1913–2004), Politiker
- Martha Mejía (* 1992), Handballspielerin
- Susan Bejarano (* 1995), Fußballspielerin
- Kevin Álvarez (* 1999), Fußballspieler
- Andrea Cosme (* 2001), Handballspielerin